# 광산김씨 직제학공파 김약시·김췌 묘역내 묘표·문인석
광산김씨 직제학공파 김약시·김췌 묘역내 묘표·무인석은 경기도 광주시 곤지암읍에 있는, 여말선초 학자인 김약시와 그의 아들 김췌의 묘 앞에 모신 묘비석과 석물이다. 2008년 12월 4일 광주시의 향토문화유산 제3호로 지정되었다.

## 개요
김약시(金若時: 1335~1406)의 본관은 광산(光山)이다. 1382년(고려 우왕 8) 사마시(司馬試)에 급제하고 이듬해에 대과에 급제하였다. 직제학(直提學)에 올랐고 조선이 개창된 후에 은거(隱居)하였다. 태조가 오랜인연으로 관직에 나올 것을 청하였으나 끝까지 절개를 지켜 나아가지 않았다.
김약시 묘표(墓表)는 1727년(영조 3) 건립되었다. 비문을 지은 이재(李縡: 1680~1746)는 송시열의 학맥을 계승한 김창흡, 이간의 학설을 따르는 낙론(洛論)계의 거두로서 비문 제술 당시 대제학으로 있었다. 비문의 글씨를 쓴 대사간 김조택(金祖澤)은 김약시의 방손으로 숙종의 국구(國舅) 김만기의 손자이고, 김진구의 5남이다. 비석은 원수(圓首)형에 자연석을 대강 다듬은 받침석을 썼는데, 규모는 높이 149㎝, 최대폭 64.5㎝, 두께 20.5㎝이다. 이 비석은 전조(前朝)인 고려를 부정하고 건국하였던 조선이 16세기 이후에 고려에 충절을 지킨 이들에 대해 재평가가 이루어지는 분위기속에서 건립된 몇가지 예의 하나이다.
석인은 복두공복 양식이 유행하기 이전에 제작된 것으로 얼굴은 과장되어 전체 크기의 1/3을 차지하고 눈∙코∙입을 우스꽝스럽게 배치하였다. 측면에서 본 모습은 분명 두건(頭巾)을 쓰고 있는 것으로 보이는데 전면에는 그것이 표현되어 있지 않다. 목을 표현하기 위해 깊은 홈을 내었다. 몸통은 사각기둥처럼 단순하게 표현되었는데, 양손을 가운데 모으고 64×9㎝의 긴 홀을 잡고 있다. 양손 모두 손가락 5개씩 표현하느라 사실보다 과장되어 있다. 발은 매몰되어 보이지 않는다.
김췌(金萃: ?~1452)는 김약시의 아들로 15세에 사마시에 급제하고 18세에 직부전시(直赴殿試)하였다고 한다. 의금부도사(義禁府都事), 경기도 경력(經歷), 지상원군사(知祥原郡事), 여흥부사(驪興府使), 성주목사(星州牧使) 등을 지냈다. 관직에서 물러나 있다가 1444년(세종 26) 세종의 명을 받아 청주 초수리(椒水里: 지금의 수안보)에 가서 목욕하고 안질을 치료한 후 '안질이 조금 나았다'고 복명하여, 세종이 초수리에가서 안질을 치료하는 데 공을 세웠다.
김췌 묘표는 하엽방부(화관형) 형태로 하엽과 비신을 하나의 화강암으로 만들었다. 건립연대는 밝혀지지 않았으나 15세기 중반에 건립된 것으로 판단된다. 비신에는 사주(四周)에 경계선을 치고 가운데에 '星州牧使金君諱萃妻令人庇仁縣夫人金氏之墓' 라 2줄로 묘주를 밝혔다. 보통의 경우라면 남녀를 구분하여 1줄씩 써야 할 것인데 부인 쪽의 글자 수가 많아 계속 이어 쓴 점이 특이해 보인다. 김췌는 품계가 4품에 머물러 당상관(堂上官)에오르지 못하였기 때문에 군(君)이라 한 것으로 보인다. 후면에는 아무런 기록도 없다.

## 참고 문헌
- 『광주시 향토문화유산 지정신청 조사보고서』(2007)